# 집단강간
집단강간(集團强姦, genocidal rape)이란 전쟁 등의 상황에서 집단학살의 일환으로 적성세력에 대한 집단적 강간을 벌이는 행위로서 대량강간의 일종이다. 유고슬라비아 내전과 르완다 집단살해 당시 집단강간이 극심하여 그 개념이 국제적 중요성을 얻게 되었다. 전쟁강간은 인류의 역사에서 전쟁이 사라지지 않는 한 지속적으로 발생하고 또 발생하는 문제이지만, 그것은 어디까지나 전쟁에 의해 발생하는 부차적 결과이지, 강간 자체가 군사적 의도성과 목적성을 가진 것은 아니라는 데서 집단강간과 차이점을 갖는다.
집단강간으로 간주할 수 있는 대량강간 사례는 방글라데시 독립 전쟁 때 발생한 대량강간과 구유고슬라비아 내전 때의 강간공장, 르완다 학살 때 벌어진 강간 등을 꼽을 수 있다